# World Cup of Darts 2010
De World Cup of Darts 2010 was de eerste editie van de PDC World Cup of Darts, een toernooi waarin de 24 hoogstgeplaatste landen op de wereldranglijst een koppel afvaardigen. Deze editie werd gesponsord door Cash Converters. Het toernooi was alleen in het Verenigd Koninkrijk op tv te zien, meer bepaald via Sky Sports. Het Nederlandse team, gevormd door Raymond van Barneveld en Co Stompé nam als eerste team de titel van wereldkampioen in ontvangst. De gedoodverfde titelkandidaat en als nummer één geplaatste Engeland (Taylor/Wade) werd in de tweede ronde verrassend door Spanje (Rodríguez/Alcinas) uitgeschakeld.

## Speelwijze
De 24 hoogstgeplaatste landen op de PDC Order of Merit vaardigen twee spelers af. De top-8 is automatisch geplaatst voor de tweede ronde, de overigen spelen in de eerste ronde een knock-outmatch voor deelname aan de tweede ronde, waarin zij spelen tegen een van de top-8 landenteams.
In de eerste en tweede ronde wordt gespeeld volgens over best-of-11 legs, waarbij de verliezer van een leg de volgende mag starten.
Winnaars van de tweede ronde spelen vervolgens in twee poules. In deze poules wordt niet meer over legs gespeeld, maar worden er per wedstrijd twee singles en een koppelpartij gespeeld (best-of-5 legs elk).
De winnaar en runner-up van een poule gaan verder naar de halve finales. Een single winnen levert één punt op en de koppel twee. Het legverschil is beslissend als twee teams op een gelijk puntenaantal komen.
In de halve finales wordt volgens het systeem met de vier singles en één koppelpartij gespeeld (alles best-of-11 legs). Een single winnen levert één punt op en de koppel twee. Bij een 3-3-eindstand zal er een beslissende leg (koppel) gespeeld worden, waarvoor op het podium ´gebulld´ zal worden om te bepalen wie eerst gooit in deze leg.
De finale heeft hetzelfde systeem als de halve finales, echter de wedstrijden worden gespeeld best of 15 legs per partij.

## Deelnemers
| Rank | Land             | Twee beste geklasseerde spelers          | Start in   | Uitgeschakeld  |
| ---- | ---------------- | ---------------------------------------- | ---------- | -------------- |
| 1    | Engeland         | Phil Taylor / James Wade                 | Ronde twee | Ronde twee     |
| 2    | Nederland        | Raymond van Barneveld / Co Stompé        | Ronde twee | winnaars       |
| 3    | Australië        | Simon Whitlock / Paul Nicholson          | Ronde twee | halve finale   |
| 4    | Schotland        | Gary Anderson / Robert Thornton          | Ronde twee | Poule #3       |
| 5    | Wales            | Mark Webster / Barrie Bates              | Ronde twee | Runners Up     |
| 6    | Noord-Ierland    | Brendan Dolan / John MaGowan             | Ronde twee | Ronde twee     |
| 7    | Canada           | John Part / Ken MacNeil                  | Ronde twee | Poule #3       |
| 8    | Verenigde Staten | Darin Young / Bill Davis                 | Ronde twee | poule #4       |
| 9    | Ierland          | Mick McGowan / William O'Connor          | Ronde één  | Ronde twee     |
| 10   | Duitsland        | Jyhan Artut / Andree Welge               | Ronde één  | Ronde twee     |
| 11   | Spanje           | Carlos Rodríguez / Toni Alcinas          | Ronde één  | halve finale   |
| 12   | Finland          | Jarkko Komula / Marko Kantele            | Ronde één  | Ronde één      |
| 13   | Nieuw-Zeeland    | Phillip Hazel / Warren Parry             | Ronde één  | Ronde twee     |
| 14   | Oostenrijk       | Mensur Suljović / Maik Langendorf        | Ronde één  | poule #4       |
| 15   | Zweden           | Magnus Caris / Par Riihonen              | Ronde één  | Ronde twee     |
| 16   | Rusland          | Anastasia Dobromyslova / Roman Konchikov | Ronde één  | Ronde twee     |
| 17   | Gibraltar        | Dylan Duo / Dyson Parody                 | Ronde één  | Ronde één      |
| 18   | Slovenië         | Osmann Kijamet / Sebastijan Pečjak       | Ronde één  | Ronde één      |
| 19   | Denemarken       | Per Laursen / Vladimir Andersen          | Ronde één  | Ronde één      |
| 20   | Polen            | Krzysztof Kciuk / Krzysztof Ratajski     | Ronde één  | Ronde één      |
| 21   | België           | Patrick Bulen / Rocco Maes               | Ronde één  | Ronde twee     |
| 22   | Japan            | Haruki Muramatsu / Taro Yachi            | Ronde één  | Ronde één      |
| 23   | Tsjechië         | Martin Kapucian / Pavel Drtíl            | Ronde één  | Teruggetrokken |
| 24   | Slowakije        | Peter Martin / Oto Zmelik                | Ronde één  | Ronde één      |

## Prijzengeld
De prijzenpot van het World Cup of Darts 2010 bedraagt £150.000
Het prijzengeld was als volgt verdeeld:
| Plaats (aantal spelers) | Plaats (aantal spelers) | Prijzengeld (Totaal: £150,000) |
| ----------------------- | ----------------------- | ------------------------------ |
| Winnaars                | (1)                     | £40,000                        |
| Runners-up              | (1)                     | £20,000                        |
| Halvefinalisten         | (2)                     | £12,000                        |
| Derde in groep          | (4)                     | £8,000                         |
| Vierde in groep         | (8)                     | £5,000                         |
|                         |                         |                                |
| Laatste 16              | (24)                    | £3,000                         |
| Laatste 24              | (24)                    | £2,000                         |

## Programma
| Datum     | Ronde                  |
| --------- | ---------------------- |
| 3-12-2010 | Eerste & Tweede ronde  |
| 4-12-2010 | Kwartfinale            |
| 5-12-2010 | Halve finale en finale |

## Schema

### Laatste 24
- Best of 11 legs/ 501 koppel.

| 9. Ierland        | 6–3   | 24. Slowakije  |
| 10. Duitsland     | wo/wd | 23. Tsjechië   |
| 11. Spanje        | 6–3   | 22. Japan      |
| 12. Finland       | 2–6   | 21. België     |
| 13. Nieuw-Zeeland | 6–2   | 20. Polen      |
| 14. Oostenrijk    | 6–4   | 19. Denemarken |
| 15. Zweden        | 6–2   | 18. Slovenië   |
| 16. Rusland       | 6–4   | 17. Gibraltar  |

### Laatste 16
- Best of 11 legs/ 501 koppel.

| 1. Engeland         | 5–6 | 11. Spanje        |
| 2. Nederland        | 6–2 | 10. Duitsland     |
| 3. Australië        | 6–5 | 9. Ierland        |
| 4. Schotland        | 6–2 | 16. Rusland       |
| 5. Wales            | 6–4 | 13. Nieuw-Zeeland |
| 6. Noord-Ierland    | 3–6 | 14. Oostenrijk    |
| 7. Canada           | 6–5 | 21. België        |
| 8. Verenigde Staten | 6–4 | 15. Zweden        |

### Groepsfase
- 1 punt voor een enkelpartij;
- 2 punten voor een dubbeloverwinning.

#### Groep A
| Pos | Naam            | P | W | D | L | LF | LA | +/− | Gemiddelde | Ptn |
| --- | --------------- | - | - | - | - | -- | -- | --- | ---------- | --- |
| 1   | Nederland (2)   | 3 | 3 | 0 | 0 | 22 | 18 | +4  | 91.62      | 9   |
| 2   | Australië (3)   | 3 | 2 | 0 | 1 | 22 | 17 | +5  | 82.96      | 8   |
| 3   | Canada (7)      | 3 | 1 | 0 | 2 | 18 | 19 | −1  | 86.66      | 5   |
| 4   | Oostenrijk (14) | 3 | 0 | 0 | 3 | 16 | 24 | −8  | 85.98      | 2   |

| Nederland                       | Canada                | Legs | Punten |
| ------------------------------- | --------------------- | ---- | ------ |
| Raymond van Barneveld           | Ken MacNeil           | 3–0  | 1–0    |
| Co Stompé                       | John Part             | 2–3  | 0–1    |
| Raymond van Barneveld/Co Stompé | Ken MacNeil/John Part | 3–2  | 2–0    |
| Totaal :                        | Totaal :              | 8–5  | 3–1    |

| Oostenrijk                      | Australië                     | Legs | Punten |
| ------------------------------- | ----------------------------- | ---- | ------ |
| Mensur Suljović                 | Paul Nicholson                | 2–3  | 0–1    |
| Maik Langendorf                 | Simon Whitlock                | 1–3  | 0–1    |
| Mensur Suljović/Maik Langendorf | Paul Nicholson/Simon Whitlock | 2–3  | 0–2    |
| Totaal :                        | Totaal :                      | 5–9  | 0–4    |

| Nederland                       | Oostenrijk                      | Legs | Punten |
| ------------------------------- | ------------------------------- | ---- | ------ |
| Raymond van Barneveld           | Maik Langendorf                 | 3–2  | 1–0    |
| Co Stompé                       | Mensur Suljović                 | 2–3  | 0–1    |
| Raymond van Barneveld/Co Stompé | Maik Langendorf/Mensur Suljović | 3–2  | 2–0    |
| Totaal :                        | Totaal :                        | 8–7  | 3–1    |

| Canada                | Australië                     | Legs | Punten |
| --------------------- | ----------------------------- | ---- | ------ |
| John Part             | Paul Nicholson                | 2–3  | 0–1    |
| Ken MacNeil           | Simon Whitlock                | 3–1  | 1–0    |
| John Part/Ken MacNeil | Paul Nicholson/Simon Whitlock | 1–3  | 0–2    |
| Totaal :              | Totaal :                      | 6–7  | 1–3    |

| Nederland                       | Australië                     | Legs | Punten |
| ------------------------------- | ----------------------------- | ---- | ------ |
| Raymond van Barneveld           | Paul Nicholson                | 3–1  | 1–0    |
| Co Stompé                       | Simon Whitlock                | 0–3  | 0–1    |
| Raymond van Barneveld/Co Stompé | Paul Nicholson/Simon Whitlock | 3–2  | 2–0    |
| Totaal :                        | Totaal :                      | 6–6  | 3–1    |

| Canada                | Oostenrijk                      | Legs | Punten |
| --------------------- | ------------------------------- | ---- | ------ |
| John Part             | Maik Langendorf                 | 3–0  | 1–0    |
| Ken MacNeil           | Mensur Suljović                 | 1–3  | 0–1    |
| John Part/Ken MacNeil | Maik Langendorf/Mensur Suljović | 3–1  | 2–0    |
| Totaal :              | Totaal :                        | 7–4  | 3–1    |

#### Groep B
| Pos | Naam                 | P | W | D | L | LF | LA | +/− | Gemiddelde | Ptn |
| --- | -------------------- | - | - | - | - | -- | -- | --- | ---------- | --- |
| 1   | Wales (5)            | 3 | 2 | 0 | 1 | 21 | 16 | +5  | 85.04      | 7   |
| 2   | Spanje (11)          | 3 | 2 | 0 | 1 | 17 | 19 | −2  | 90.09      | 7   |
| 3   | Schotland (4)        | 3 | 1 | 0 | 2 | 20 | 18 | +2  | 87.18      | 6   |
| 4   | Verenigde Staten (8) | 3 | 1 | 0 | 2 | 17 | 22 | −5  | 83.39      | 4   |

| Spanje                        | Verenigde Staten       | Legs | Punten |
| ----------------------------- | ---------------------- | ---- | ------ |
| Carlos Rodríguez              | Bill Davis             | 3–2  | 1–0    |
| Toni Alcinas                  | Darin Young            | 1–3  | 0–1    |
| Carlos Rodríguez/Toni Alcinas | Bill Davis/Darin Young | 3–1  | 2–0    |
| Totaal :                      | Totaal :               | 7–6  | 3–1    |

| Wales                     | Schotland                     | Legs | Punten |
| ------------------------- | ----------------------------- | ---- | ------ |
| Mark Webster              | Robert Thornton               | 3–0  | 1–0    |
| Barrie Bates              | Gary Anderson                 | 2–3  | 0–1    |
| Mark Webster/Barrie Bates | Robert Thornton/Gary Anderson | 3–2  | 2–0    |
| Totaal :                  | Totaal :                      | 8–5  | 3–1    |

| Spanje                        | Wales                     | Legs | Punten |
| ----------------------------- | ------------------------- | ---- | ------ |
| Carlos Rodríguez              | Barrie Bates              | 3–1  | 1–0    |
| Toni Alcinas                  | Mark Webster              | 1–3  | 0–1    |
| Carlos Rodríguez/Toni Alcinas | Mark Webster/Barrie Bates | 0–3  | 0–2    |
| Totaal :                      | Totaal :                  | 4–7  | 1–3    |

| Verenigde Staten       | Schotland                     | Legs | Punten |
| ---------------------- | ----------------------------- | ---- | ------ |
| Darin Young            | Robert Thornton               | 2–3  | 0–1    |
| Bill Davis             | Gary Anderson                 | 0–3  | 0–1    |
| Bill Davis/Darin Young | Robert Thornton/Gary Anderson | 2–3  | 0–2    |
| Totaal :               | Totaal :                      | 4–9  | 0–4    |

| Spanje                        | Schotland                     | Legs | Punten |
| ----------------------------- | ----------------------------- | ---- | ------ |
| Carlos Rodríguez              | Robert Thornton               | 0–3  | 0–1    |
| Toni Alcinas                  | Gary Anderson                 | 3–2  | 1–0    |
| Carlos Rodríguez/Toni Alcinas | Robert Thornton/Gary Anderson | 3–1  | 2–0    |
| Totaal :                      | Totaal :                      | 6–6  | 3–1    |

| Verenigde Staten       | Wales                     | Legs | Punten |
| ---------------------- | ------------------------- | ---- | ------ |
| Darin Young            | Barrie Bates              | 3–2  | 1–0    |
| Bill Davis             | Mark Webster              | 1–3  | 0–1    |
| Darin Young/Bill Davis | Barrie Bates/Mark Webster | 3–1  | 2–0    |
| Totaal :               | Totaal :                  | 7–6  | 3–1    |

### Finales
- Halve finale: 4× single/koppel best of 11/501;
- Finale: 4× single/koppel best of 15/501.

|  | Halve finales (best of 11 legs) 5 december 's middags | Halve finales (best of 11 legs) 5 december 's middags | Halve finales (best of 11 legs) 5 december 's middags | Halve finales (best of 11 legs) 5 december 's middags | Halve finales (best of 11 legs) 5 december 's middags | Halve finales (best of 11 legs) 5 december 's middags | Halve finales (best of 11 legs) 5 december 's middags |   |       | Finale (best of 15 legs) 5 december 's avonds | Finale (best of 15 legs) 5 december 's avonds | Finale (best of 15 legs) 5 december 's avonds | Finale (best of 15 legs) 5 december 's avonds | Finale (best of 15 legs) 5 december 's avonds | Finale (best of 15 legs) 5 december 's avonds | Finale (best of 15 legs) 5 december 's avonds |
|  |                                                       |                                                       |                                                       |                                                       |                                                       |                                                       |                                                       |   |       |                                               |                                               |                                               |                                               |                                               |                                               |                                               |
|  | 2                                                     | Nederland                                             | 6                                                     | 6                                                     | 6                                                     | 6                                                     | –                                                     |   |       |                                               |                                               |                                               |                                               |                                               |                                               |                                               |
|  | 11                                                    | Spanje                                                | 2                                                     | 3                                                     | 4                                                     | 5                                                     | –                                                     |   |       |                                               |                                               |                                               |                                               |                                               |                                               |                                               |
|  | 11                                                    | Spanje                                                | 2                                                     | 3                                                     | 4                                                     | 5                                                     | –                                                     |   | 2     | Nederland                                     | 8                                             | 6                                             | 6                                             | 8                                             | 8                                             |                                               |
|  |                                                       |                                                       |                                                       |                                                       |                                                       |                                                       |                                                       |   | 2     | Nederland                                     | 8                                             | 6                                             | 6                                             | 8                                             | 8                                             |                                               |
|  |                                                       | 5                                                     | Wales                                                 | 4                                                     | 8                                                     | 8                                                     | 5                                                     | 5 |       |                                               |                                               |                                               |                                               |                                               |                                               |                                               |
|  | 5                                                     | 5                                                     | Wales                                                 | 4                                                     | 8                                                     | 8                                                     | 5                                                     | 5 | Wales | 6                                             | 4                                             | 4                                             | 3                                             | 6                                             |                                               |                                               |
|  | 5                                                     |                                                       |                                                       |                                                       |                                                       |                                                       |                                                       |   | Wales | 6                                             | 4                                             | 4                                             | 3                                             | 6                                             |                                               |                                               |
|  | 3                                                     | Australië                                             | 5                                                     | 6                                                     | 6                                                     | 6                                                     | 5                                                     |   |       |                                               |                                               |                                               |                                               |                                               |                                               |                                               |

#### Halve finales
| Nederland                       | Spanje                        | Legs  | Punten |
| ------------------------------- | ----------------------------- | ----- | ------ |
| Raymond van Barneveld           | Toni Alcinas                  | 6–2   | 1–0    |
| Co Stompé                       | Carlos Rodríguez              | 6–3   | 1–0    |
| Raymond van Barneveld           | Carlos Rodríguez              | 6–4   | 1–0    |
| Co Stompé                       | Toni Alcinas                  | 6–5   | 1–0    |
| Raymond van Barneveld/Co Stompé | Toni Alcinas/Carlos Rodríguez | n.p.  | n.p.   |
| Totaal :                        | Totaal :                      | 24–14 | 4–0    |

* n.p.= niet gespeeld

** beslissende leg
| Wales                     | Australië                       | Legs  | Punten |
| ------------------------- | ------------------------------- | ----- | ------ |
| Mark Webster              | Paul Nicholson                  | 6–5   | 1–0    |
| Barrie Bates              | Simon Whitlock                  | 4–6   | 0–1    |
| Mark Webster              | Simon Whitlock                  | 4–6   | 0–1    |
| Barrie Bates              | Paul Nicholson                  | 3–6   | 0–1    |
| Mark Webster/Barrie Bates | Paul Nicholson/Simon Whitlock   | 6–5   | 2–0    |
| Mark Webster/Barrie Bates | Paul Nicholson/Simon Whitlock** | 1–0   | 1–0    |
| Totaal :                  | Totaal :                        | 24–28 | 4–3    |

* n.p.= niet gespeeld

** beslissende leg

#### Finale
| Nederland                       | Wales                     | Legs  | Punten |
| ------------------------------- | ------------------------- | ----- | ------ |
| Raymond van Barneveld           | Barrie Bates              | 8–4   | 1–0    |
| Co Stompé                       | Mark Webster              | 6–8   | 0–1    |
| Raymond van Barneveld           | Mark Webster              | 6–8   | 0–1    |
| Co Stompé                       | Barrie Bates              | 8–5   | 1–0    |
| Raymond van Barneveld/Co Stompé | Mark Webster/Barrie Bates | 8–5   | 2–0    |
| Totaal :                        | Totaal :                  | 36–30 | 4–2    |

## Kampioen
|                      |
| Vlag van Nederland   |
| Nederland 1ste titel |

## Uitzending televisie
Het toernooi werd alleen in het Verenigd Koninkrijk uitgezonden door Sky Sports.
2010 · 
2012 · 
2013 · 
2014 · 
2015 · 
2016 · 
2017 ·
2018 ·
2019 ·
2020 ·
2021 ·
2022 ·
2023 ·
2024 ·
2025